# Otto von Ruppert

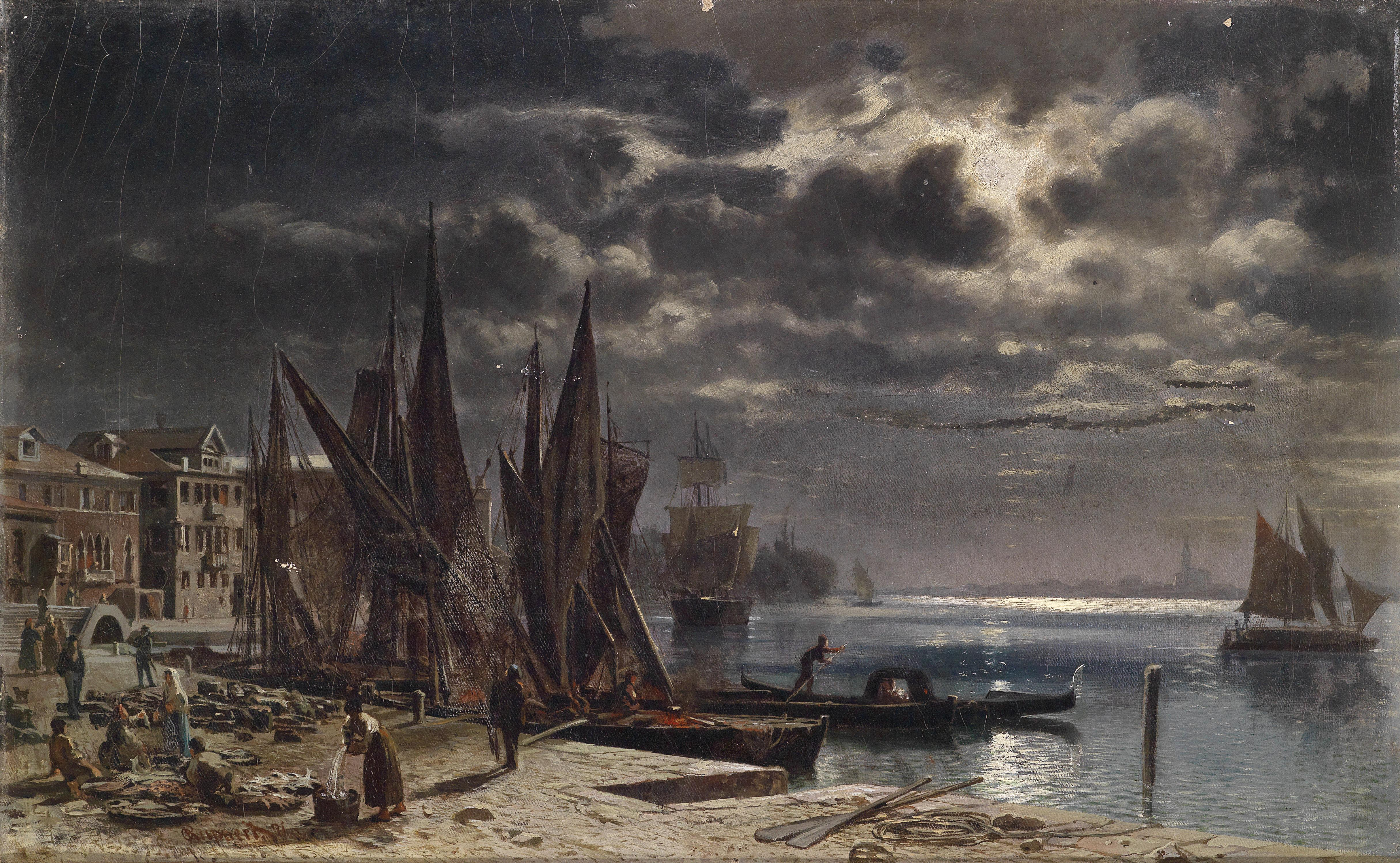
Otto von Ruppert: Mondnacht in Venedig, 1871

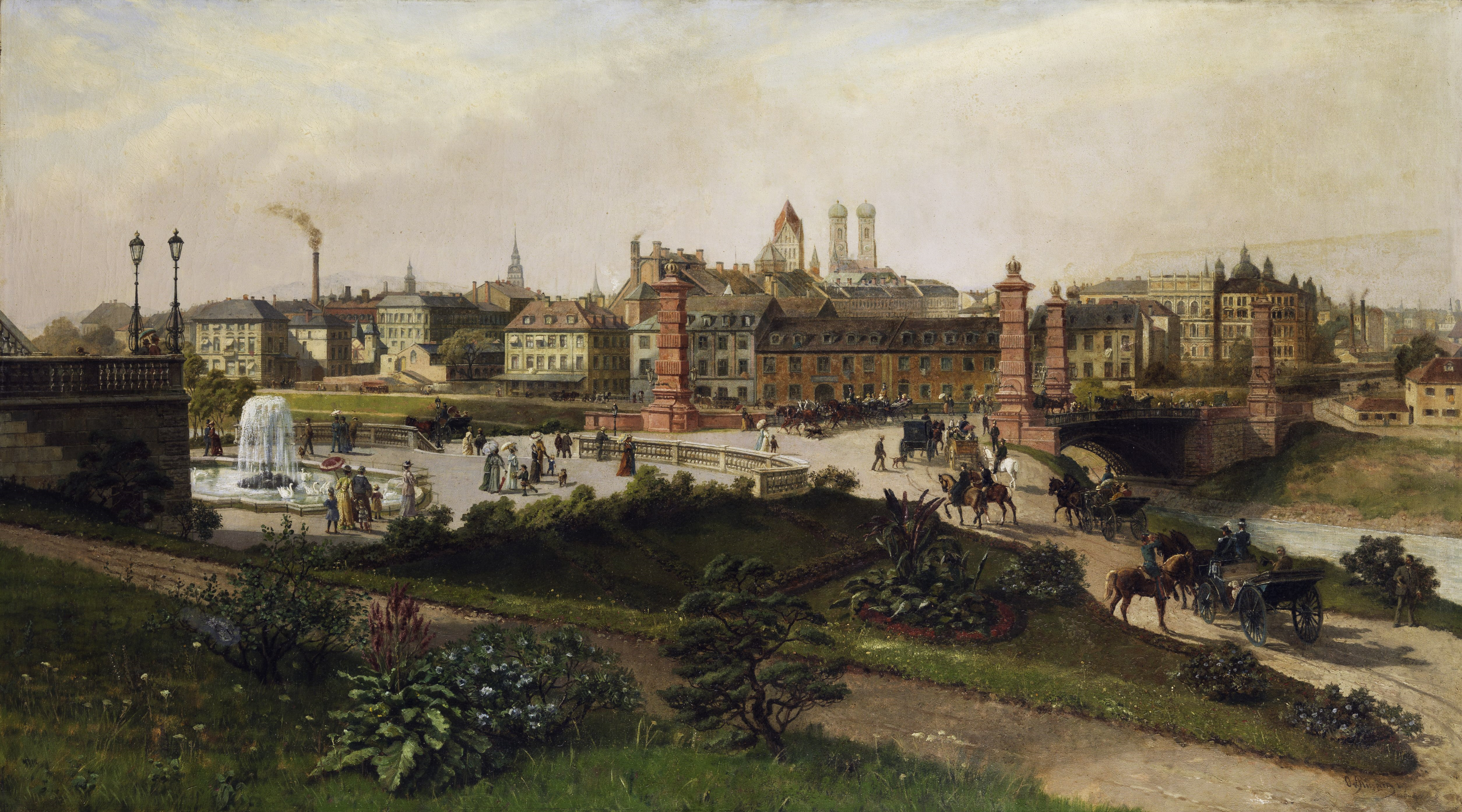
Otto von Ruppert: Blick über München, 1889

Otto von Ruppert (* 1841 in Waldshut; † 1923 in München) war ein deutscher Landschafts-, Veduten- und Genremaler.

## Leben
Otto von Ruppert studierte zunächst als Schüler von August Schäfer in Wien, bevor er an die Kunstakademie Stuttgart wechselte. 1867 wurde er Mitglied im Wiener Künstlerhaus. Zwischen 1868 und 1870 folgte ein Studienaufenthalt an der Accademia di belle arti di Venezia in Venedig und 1870 bis 1872 ein erneuter Studienaufenthalt in Wien. 1872 bis 1873 schloss Otto von Ruppert seine künstlerische Ausbildung als Schüler von Otto Seitz an der Münchner Akademie ab. Otto von Ruppert wirkte danach als Landschafts-, Veduten- und Genremaler, wobei er nach der Niederlassung in München bevorzugt alpenländische Motive wählte. 1923 verstarb Otto von Ruppert in München.